# Église luthérienne Saint-Pierre de Paris
L'église luthérienne Saint-Pierre de Paris est un lieu de culte protestant situé 55 rue Manin, dans le 19e arrondissement de Paris, en face du parc des Buttes-Chaumont. Il est inauguré en 1924. La paroisse est aujourd'hui membre de l'Église protestante unie de France.

## Histoire
En 1848, le pasteur Louis Meyer fonde à Paris la Mission évangélique parmi les allemands, cofinancée par les églises luthériennes de la Confédération germanique. Le 13 décembre 1858 est inauguré l'église luthérienne de La Villette, dite « de la Colline », en allemand « Hugelkirche », à l'emplacement d'une ancienne briqueterie au nord de la carrière des Buttes-Chaumont. Le parc est créé en 1866. Le culte est interrompu lors de la guerre franco-allemande de 1870 et l'église allemande est occupée par la garde nationale. Le culte et un enseignement en deux langues, français et allemand, sont rétablis après la Commune de Paris.
Dès le début de la Première Guerre mondiale, l'église allemande est occupée. Elle est achetée aux enchères au palais de Justice le 18 juillet 1924 par la communauté orthodoxe des Russes exilés à Paris à la suite de la révolution bolchévique de 1917. Ils y aménagent l'Institut de théologie orthodoxe russe Saint-Serge, 93 rue de Crimée.
La paroisse luthérienne française de La Villette aménage un local au 268 rue du Faubourg-Saint-Martin. En 1919, elle reçoit le don d'un philanthrope luthérien des États-Unis et achète un terrain à proximité de la mairie du 19e arrondissement de Paris.
L'édifice est construit entre 1921 et 1924 sous la direction des architectes Étienne Meyer et Jean Naville. Le 18 janvier 1931 est inauguré l'orgue, installé sur une tribune surmontant le porche par le facteur Georges Gutschenritter. Il est rénové en 1931 et en 2015. Il est aujourd'hui constitué de deux claviers de 54 notes et 8 jeux, et d'un clavier de pédale de 30 notes,.
En 1982, l'église est rebaptisée Saint-Pierre. La paroisse tisse des liens œcuméniques avec la paroisse catholique voisine de l'église Sainte-Colette des Buttes-Chaumont, et est jumelée depuis 1962 avec la Emmauskirche de Munich.

## Architecture
La façade est de brique rose, comme un clin d’œil aux pavillons de garde des entrées du parc des Buttes-Chaumont. De nombreuses briqueteries sont présentes dans le quartier de La Villette au XIXe siècle. Le porche est protégé par un auvent en bois, recouvert des petites tuiles. Sur le tympan, une mosaïque sur fond d'or, signée Guibert Martin, représente Jésus de Nazareth, Marie et l'apôtre Pierre. Dessous, une inscription indique « église évangélique ».
La nef est constituée d'un vaisseau central couvert d'une voûte en bois et encadré de bas côté ouvert par quatre arcs brisés. En 1947 est installé un vitrail dans la fenêtre d'axe du chœur, représentant le Bon Samaritain. L’oculus de la façade accueille un grand vitrail rayonnant autour d'une colombe du Saint-Esprit.

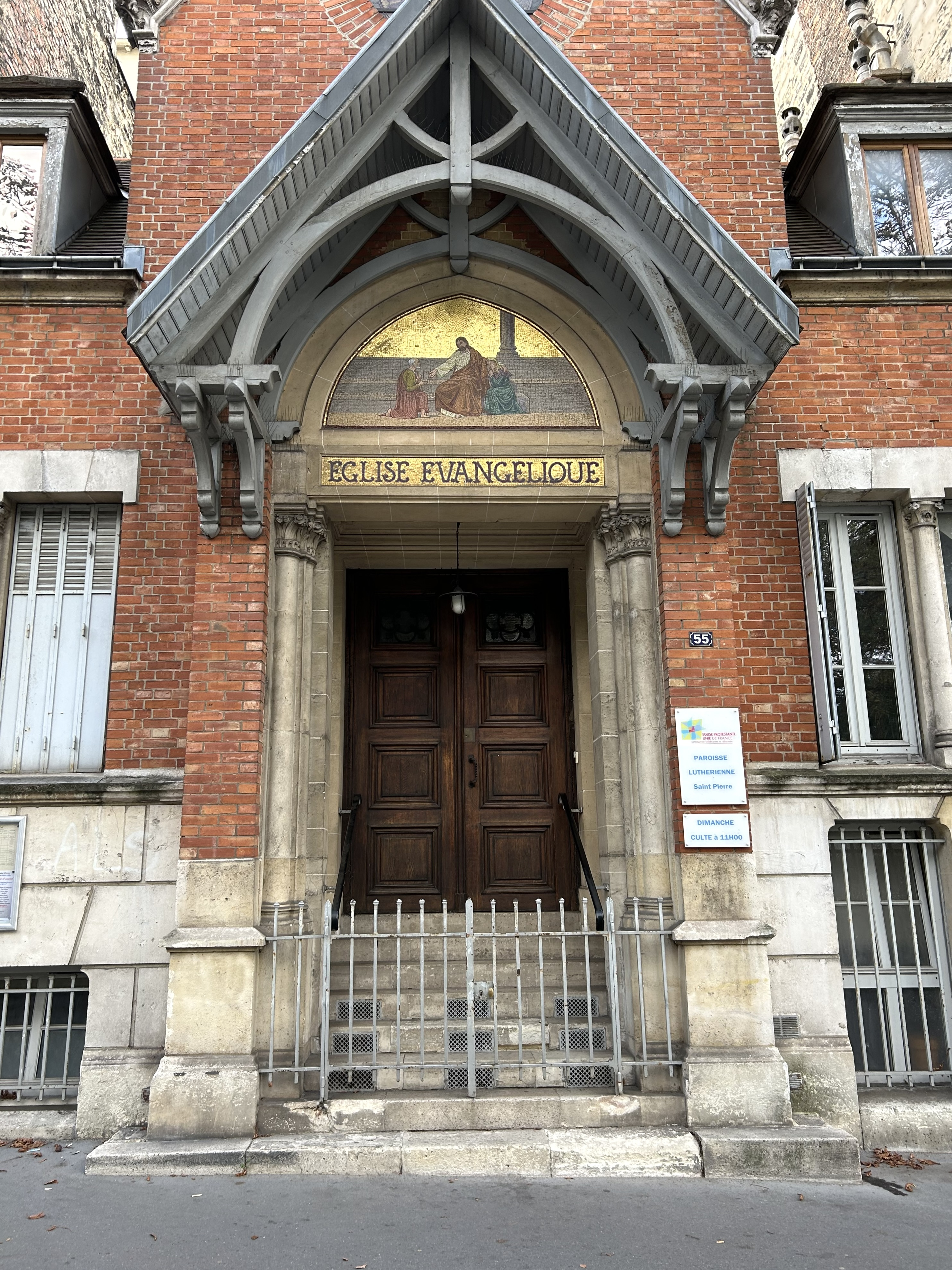
Portail.
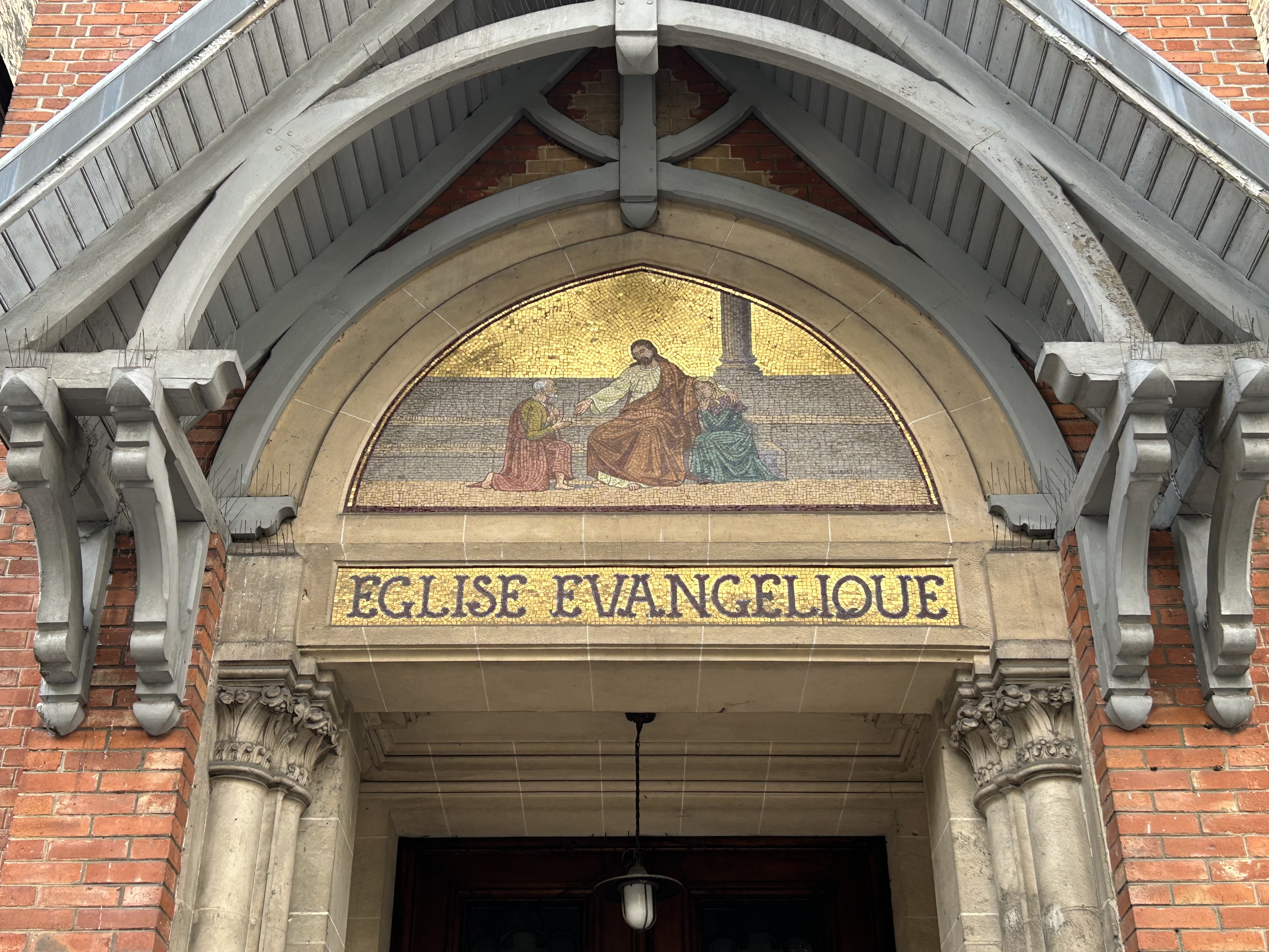
Mosaïque.